# Grote reuzenzakdrager
De grote reuzenzakdrager (Pachythelia villosella) is een vlinder uit de familie zakjesdragers (Psychidae). De wetenschappelijke naam van deze soort is voor het eerst geldig gepubliceerd in 1810 door Ochsenheimer.
De mannetjesvlinder heeft een spanwijdte van 10 tot 15 millimeter, het vrouwtje is vleugelloos, heeft zelfs gereduceerde pootjes en blijft in het zakje leven. De rups leeft onder meer op struikhei, brem, braam en grassen. Het rupsenzakje wordt 3 tot 5 centimeter lang.
De soort komt voor in Europa. In Nederland is de soort zeldzaam, in België zeer zeldzaam.